# Organització Catalana de Trasplantaments

Logotip de l'OCATT

L'Organització Catalana de Trasplantaments és una entitat que coordina els donants d'òrgans i les seves famílies amb equips sanitaris i el suport dels malalts i associacions. Començà a treballar a la dècada del 1990 a partir d'un model que es va començar a definir el 1982. El Govern de Catalunya li atorgà la Creu de Sant Jordi el 2014.